# Sound Cruising with YOKOHAMA TIRE
『Sound Cruising with YOKOHAMA TIRE』（サウンド・クルージング・ウィズ・ヨコハマタイヤ）は、エフエム東京 (TOKYO FM) ほか一部のJFN系列局で放送されていたラジオ番組である。製作局のTOKYO FMでは2007年1月6日から2009年6月27日まで放送。
Chigusaがパーソナリティを務めていた音楽番組で、ゲストとのトークと音楽を中心とする内容で放送。ゲストには、日本国内・国外の様々なミュージシャンたちを招いていた。
番組は、ヨコハマタイヤブランドを展開している横浜ゴムの一社提供で放送されていた。番組の終了後、同じく横浜ゴムがヨコハマタイヤ名義で提供するドキュメンタリー番組『フロンティアーズ〜明日への挑戦 supported by ヨコハマタイヤ』がスタートした。

## ネット局・放送時間
放送時間は日本標準時。
| 放送対象地域 | 放送局                  | 系列    | 放送時間           | 備考   |
| ------------ | ----------------------- | ------- | ------------------ | ------ |
| 東京都       | エフエム東京 (TOKYO FM) | JFN系列 | 土曜 18:00 - 18:30 | 製作局 |
| 宮城県       | エフエム仙台 (Date fm)  | JFN系列 | 土曜 12:30 - 13:00 |        |
| 愛知県       | エフエム愛知 (FM AICHI) | JFN系列 | 土曜 12:30 - 13:00 | [ 1 ]  |